# Tramway d'Iéna
 (décembre 2023).
Si vous disposez d'ouvrages ou d'articles de référence ou si vous connaissez des sites web de qualité traitant du thème abordé ici, merci de compléter l'article en donnant les références utiles à sa vérifiabilité et en les liant à la section « Notes et références ».
Le tramway de Iéna est le réseau de tramways de la ville de Iéna, en Allemagne. Ouvert le 6 avril 1901, il compte huit lignes et dessert 48 arrêts.

## Historique
La volonté de construire un réseau de tramway électrifié à Iéna naît dans les années 1890, alors que la ville est un centre industriel important. C'est en 1899 que le projet est approuvé par la ville, et deux ans plus tard que le réseau entre en service. Il se compose alors déjà de cinq lignes, et s'articule comme aujourd'hui autour d'un axe principal nord-sud entre Wätzen et Winzerla. Desservant le centre-ville, il connecte aussi celui-ci aux gares de l'Ouest (de) et de la Saale (de). Le réseau connaît un succès rapide auprès de la population: un an après sa mise en service, il dessert 850 000 personnes.
C'est en 1934 que le tramway de Iéna atteint son apogée, mesurant alors 20km.
Après une interruption due à la guerre, le service reprend rapidement de manière régulière, à raison d'un tram toutes les 10 à 15 minutes. Cela durera durant toutes les années 50. Pendant cette période, Iéna utilise des wagons produits dans les proches usines de Gotha et Werdau. Cette manœuvre est à la fois une délocalisation, qui permet à la ville de consacrer ses propres usines de Zwätzen (quartier du nord de Iéna) à la production de voitures, et une utilisation de matériel local. Effectivement, Iéna se dote ainsi de véhicules neufs d'une production allemande, de surcroît des environs -une première. Au début des années 60, la fréquence de passage des tramways augmente, passant à environ un toutes les cinq minutes.
Cependant, le réseau ne s'étend plus, et va au contraire rapidement se résorber. À cette époque, le tramway est vu comme dépassé, et on le remplace de plus en plus par des bus -telle est la politique des transports de la RDA, à laquelle la ville appartient depuis 1954. A Iéna, le remplacement commence en 1963, par la partie menant à la gare de l'Ouest. En 1966, on planifie le démantèlement complet du réseau. Cependant, les bus censés remplacer les trams ne peuvent pas être commandés à temps, et un compromis est trouvé. Le tramway est maintenu sur son axe nord sud, et sur sa connexion à l'est de la ville: le reste sera progressivement remplacé. Il faudra alors attendre la réunification pour voir le réseau s'étendre de nouveau.
C'est en 1993, après la chute de la RDA, que pour la première fois en une trentaine d'années, on prit la décision d'agrandir de nouveau le réseau. Il s'agit alors principalement de connecter le quartier de Lobeda -construit environ vingt-cinq ans plus tôt, pour les zones les plus récentes- au centre de la ville. Ce projet ambitionne de construire 11,7km de ligne, et une vingtaine de stations. Winzerla est relié à Lobeda en 1996, et le tracé intègre Burgau en 1997. Par ailleurs, une connexion est mise en service à la même époque entre Holzmarkt et la place Ernst-Habbe. Ces nouvelles lignes du sud de la ville se démarquent par leur proximité avec un métro léger -elles comportent même quelques passages en souterrain. En 2009, cependant, la boucle connectant Lobeda-West à Burgau par Göschwitz -et sa gare- est néanmoins fermée.

## Réseau
| Ligne | Trajet                               | Remarques |
| ----- | ------------------------------------ | --------- |
| 1     | Zwätzen − Lobeda-West (− Lobeda-Ost) |           |
| 2     | Jena Ost − Winzerla                  |           |
| 3     | Winzerla − Lobeda-Ost                |           |
| 4     | Zwätzen − Lobeda-West                |           |
| 5     | Ernst-Abbe-Platz − Lobeda-Ost        |           |